# 愛して愛して愛して
愛して愛して愛して(日:あいしてあいしてあいして、英:Love me, love me, love me)とは2013年1月に雑誌『MIKU-Pack music & artworks feat.初音ミク』にて初収録された「きくお」の楽曲。
その後Adoが、"歌ってみた"として2025年4月9日に公開した。これはインスパイア作品として海外などで大きな人気を得た。